# Buchałowe (obwód połtawski)
Buchałowe (ukr. Бухалове) – wieś na Ukrainie, w obwodzie połtawskim, w rejonie myrhorodzkim, w hromadzie Krasna Łuka. W 2001 liczyła 172 mieszkańców, spośród których 169 wskazało jako ojczysty język ukraiński, a 3 rosyjski.